# El fin de las campañas
El fin de las campañas es el octavo episodio de la serie mexicana Gritos de muerte y libertad.

## Sinopsis
José María Morelos y Pavón es encarcelado luego de que perdiese una batalla en la que trasladaba el Congreso de Chilpancingo hacia Tehuacán. Bataller recomendó al obispo Torres que se le diese sentencia en menos de tres días, según lo recomendado por Félix María Calleja, sin embargo, el proceso de excomunión tardaría tiempo y planeaban sacarle información. Ante esto fue presentado en la audiencia, donde afirmó que había conspirado en contra de la Corona Española, su publicación de Sentimientos de la Nación —donde afirmó el primer artículo «Que la América es libre e independiente de España y de toda otra nación, gobierno o monarquía, y que así se sancione dando al mundo las razones»—. Sin embargo, dio el nombre de los otros insurgentes que seguían la causa de Independencia: Nicolás Bravo, Ignacio López Rayón, Vicente Guerrero y Guadalupe Victoria. Antes de su muerte, el obispo Torres le recomendó firmar una pacto con el cual se reconciliaría con Dios, a lo que aceptó. Morelos fue fusilado hincado, confirmándole a un sacerdote que su único pecado había sido luchar por la libertad de una nación, el 22 de diciembre de 1815 en San Cristóbal Ecatepec.

## Personajes
Personaje(s) clave: José María Morelos y Pavón

Otros personajes: 

Miguel Bataller

Félix María Calleja